# Светско првенство у хокеју на леду 2017 — Дивизија II
Светско првенство дивизије II у хокеју на леду за 2016. у организацији Међународне хокејашке федерације по 17. пут у овом облику одржало се од 3. до 10. априла 2017, као треће по рангу квалитативно такмичење националних селекција за титулу хокејашког светског првака. На првенству је учестовало 12 екипа подељених у две квалитетне групе са по 6 тимова.
Домаћин турнира групе А је Румунија и град Галац, док се турнир групе Б играо у Окланду на Новом Зеланду.
Победници турнира су Румунија у групи А и Кина у групи Б.

## Учесници
На првенству учествује укупно 12 националних селекција подељених у две квалитетне скупине са по 6 екипа, од којих су 6 из Европе, 3 из Азије, 2 из Океаније, и један тим из Северне Америке.
Новајлије на првенству у 2017. су селекције Румуније која је 2016. испала из Дивизије I, те Турске која је победила на првенству треће дивизије 2016. године (такмичи се у групи Б).
| Репрезентација | Резултат у 2016. години         |
| -------------- | ------------------------------- |
| Румунија       | 6. место у Дивизији I, група Б  |
| Шпанија        | 2. место у Дивизији II, група А |
| Белгија        | 3. место у Дивизији II, група А |
| Србија         | 4. место у Дивизији II, група А |
| Исланд         | 5. место у Дивизији II, група А |
| Аустралија     | 1. место у Дивизији II, група Б |

| Репрезентација | Резултат у 2016. години         |
| -------------- | ------------------------------- |
| Кина           | 6. место у Дивизији II, група А |
| Мексико        | 2. место у Дивизији II, група Б |
| Израел         | 3. место у Дивизији II, група Б |
| Нови Зеланд    | 4. место у Дивизији II, група Б |
| Северна Кореја | 5. место у Дивизији II, група Б |
| Турска         | 1. место у Дивизији III         |

## Домаћини турнира
Одлуке о домаћинима турнира друге дивизије за 2017. донесене су на састанку Извршног одбора ИИХФ-а у Москви 21. маја 2016. године. Кандидати за домаћина турнира групе А били су Галац, Рејкјавик и Београд, а највише гласова чланова одбора добио је румунски представник, док је конкурент новозеландском Окланду у групи Б била турска Анкара.
| Домаћини турнира друге дивизије                   | Домаћини турнира друге дивизије            |
| ------------------------------------------------- | ------------------------------------------ |
| Група А · Румунија · Галац                        | Група Б · Нови Зеланд · Окланд             |
| Градска ледена дворана Капацитет: око 5.000 места | Парадајс ботани даунс Капацитет: 400 места |
| Галац                                             | Окланд                                     |

## Турнир групе А
Такмичење у групи А одржано је у периоду између 3. и 9. априла 2017. године, а све утакмице играле су се у Леденој дворани у румунском Галацију, капацитета око 5.000 седећих места. Турнир се одржавао по једнокружном лигашком бод систему свако са сваким у пет кола. Најбоље рангирана селекција обезбедила је пласман у виши ранг такмичења за наредну годину, односно у Б групу прве дивизије, док последњепласирани тим испада у групу Б друге дивизије.
У односу на претходну годину новајлије у овом рангу такмичења су селекције Румуније, која је као последњепласирана испала годину дана раније из групе Б прве дивизије, те селекција Аустралије која је била најбоља на турниру друге дивизије групе Б годину дана раније.
Селекција домаћина Румуније била је најуспешнија на турниру и са укупно освојених 12 бодова освојила прво место и вратила се у прву дивизију. Сребрна медаља припала је селекцији Аустралије, док је бронзу освојила репрезентација Србије. Српски репрезентативац Доминик Црногорац проглашен је за најбољег одбрамбеног играча турнира. Најбољи голман је Аустралијанац Ентони Кимлин, док је најбољи нападач Чанад Фодор из Румуније.
Утакмице су у просеку гледала по 994 гледаоца, док је по утакмици је у просеку постизано по 6,87 голова.

### Судије
Међународна хокејашка федерација је за такмичење у овој групи делегирала укупно 11 судија, 4 главна и 7 помоћних:

| Главне судије - Аро Бранаре - Андреа Мошен - Андреј Шрубок - Рамон Стеркенс | Линијске судије - Лодевик Белен - Маркус Еберл - Бенас Јакшис - Стјан Лоснелокен - Иштван Мате - Левенте Силард Шико - Владимир Јефремов |

### Резултати групе А
Сатница је по локалном времену (УТЦ+3)
| 3. април 2017. 13:00 | Аустралија | 4 : 3 пр. (1:1, 0:1, 2:1; 1:0) | Србија | Ледена дворана, Галац Посетилаца: 250 |

| Извор                                                                          | Извор                       | Извор                                                                       | Извор             | Извор                                                              |
| ------------------------------------------------------------------------------ | --------------------------- | --------------------------------------------------------------------------- | ----------------- | ------------------------------------------------------------------ |
|                                                                                | Ентони Кимлин               | Голмани                                                                     | Арсеније Ранковић | Судије Рамон Стеркенс Линијске судије Л. С. Шико Владимир Јефремов |
| Вихиб Дарџ − 07:28 Томас Пауел − 41:20 Џозеф Резек − 41:55 Џозеф Резек − 61:17 | 1:0 1:1 1:2 2:2 3:2 3:3 4:3 | 14:47 − Алекса Луковић 31:33 − Марко Миловановић 55:26 − Марко Сретовић 4:3 |                   | Судије Рамон Стеркенс Линијске судије Л. С. Шико Владимир Јефремов |
| 16 мин                                                                         | Искључења                   | 10 мин                                                                      |                   | Судије Рамон Стеркенс Линијске судије Л. С. Шико Владимир Јефремов |
| 29                                                                             | Шутеви на гол               | 44                                                                          |                   | Судије Рамон Стеркенс Линијске судије Л. С. Шико Владимир Јефремов |

| 3. април 2017. 16:30 | Шпанија | 2 : 3 (1:2, 1:1, 0:0) | Исланд | Ледена дворана, Галац Посетилаца: 190 |

| Извор                                         | Извор               | Извор                                                         | Извор          | Извор                                                       |
| --------------------------------------------- | ------------------- | ------------------------------------------------------------- | -------------- | ----------------------------------------------------------- |
|                                               | Игнасијо Гарсија    | Голмани                                                       | Денис Хедстрем | Судије Аро Бранаре Линијске судије Маркус Еберл Иштван Мате |
| Ориол Боронат − 04:48 Гастон Гонзалес − 37:09 | 0:1 1:1 1:2 2:2 2:3 | 00:07 − Петур Мак 07:20 − Јохан Леифсон 38:59 − Роберт Полсон |                | Судије Аро Бранаре Линијске судије Маркус Еберл Иштван Мате |
| 4 мин                                         | Искључења           | 12 мин                                                        |                | Судије Аро Бранаре Линијске судије Маркус Еберл Иштван Мате |
| 41                                            | Шутеви на гол       | 22                                                            |                | Судије Аро Бранаре Линијске судије Маркус Еберл Иштван Мате |

| 3. април 2017. 20:00 | Белгија | 1 : 9 (1:2, 0:3, 0:4) | Румунија | Ледена дворана Галац Посетилаца: 2.230 |

| Извор                 | Извор                                   | Извор | Извор                 | Извор                                                                |
| --------------------- | --------------------------------------- | --- | --------------------- | -------------------------------------------------------------------- |
|                       | Артур Легранд                           | Голмани | Золтан Токе Ото Оноди | Судије Андреј Шрубок Линијске судије Лодевик Белен Стјан Лоснеслокен |
| Жордан Паулус − 05:29 | 1:0 1:1 1:2 1:3 1:4 1:5 1:6 1:7 1:8 1:9 | 11:23 − Еде Михаљ 19:42 − Еде Михаљ 23:11 − Еде Михаљ 27:40 − Адријан Иримија 34:34 − Еде Михаљ 43:17 − Чанад Фодор 47:30 − Еде Михаљ 54:36 − Алпар Сало 58:21 − Флоријан Боку |                       | Судије Андреј Шрубок Линијске судије Лодевик Белен Стјан Лоснеслокен |
| 12 мин                | Искључења                               | 4 мин |                       | Судије Андреј Шрубок Линијске судије Лодевик Белен Стјан Лоснеслокен |
| 21                    | Шутеви на гол                           | 39 |                       | Судије Андреј Шрубок Линијске судије Лодевик Белен Стјан Лоснеслокен |

| 4. април 2017. 13:00 | Исланд | 2 : 3 (0:1, 2:1, 0:1) | Аустралија | Ледена дворана, Галац Посетилаца: 250 |

| Извор                                           | Извор               | Извор                                                         | Извор         | Извор                                                       |
| ----------------------------------------------- | ------------------- | ------------------------------------------------------------- | ------------- | ----------------------------------------------------------- |
|                                                 | Денис Хедстрем      | Голмани                                                       | Антони Кимлин | Судије Аро Бренере Линијске судије Бенас Јакшис Иштван Мате |
| Олафур Бјернсон − 32:24 Стејндор Игасон − 36:50 | 0:1 0:2 1:2 2:2 2:3 | 14:23 − Џејми Вудман 30:39 − Вихиб Дарџ 43:00 − Пол Баранцели |               | Судије Аро Бренере Линијске судије Бенас Јакшис Иштван Мате |
| 14 мин                                          | Искључења           | 16 мин                                                        |               | Судије Аро Бренере Линијске судије Бенас Јакшис Иштван Мате |
| 30                                              | Шутеви на гол       | 31                                                            |               | Судије Аро Бренере Линијске судије Бенас Јакшис Иштван Мате |

| 4. април 2017. 16:30 | Шпанија | 3 : 5 (0:1, 0:2, 3:2) | Белгија | Ледена дворана, Галац Посетилаца: 210 |

| Извор                                                        | Извор                           | Извор | Извор       | Извор                                                                 |
| ------------------------------------------------------------ | ------------------------------- | --- | ----------- | --------------------------------------------------------------------- |
|                                                              | Игнасио Гарсија                 | Голмани | Жан Корнели | Судије Андреа Мошен Линијске судије Лодевик Белен Левенте Силард Шико |
| Ориол Рубио − 52:51 Пабло Пујуело − 52:58 Хуан Брабо − 59:58 | 0:1 0:2 0:3 0:4 1:4 1:5 2:5 3:5 | 07:46 − Брајан Колодзјејчик 21:26 − Брајан Колодзјејчик 25:06 − Мич Морган 41:07 − Мишел Дистат 56:53 − Александар Бреме |             | Судије Андреа Мошен Линијске судије Лодевик Белен Левенте Силард Шико |
| 20 мин                                                       | Искључења                       | 24 мин |             | Судије Андреа Мошен Линијске судије Лодевик Белен Левенте Силард Шико |
| 24                                                           | Шутеви на гол                   | 32 |             | Судије Андреа Мошен Линијске судије Лодевик Белен Левенте Силард Шико |

| 4. април 2017. 20:00 | Румунија | 4 : 1 (2:0, 0:1, 2:0) | Србија | Ледена дворана Галац Посетилаца: 2.100 |

| Извор                                                                                    | Извор               | Извор                       | Извор             | Извор                                                                 |
| ---------------------------------------------------------------------------------------- | ------------------- | --------------------------- | ----------------- | --------------------------------------------------------------------- |
|                                                                                          | Золтан Токе         | Голмани                     | Арсеније Ранковић | Судије Рамонс Стеркес Линијске судије Марукус Еберл Владимир Јефремов |
| Ботонд Флинта − 06:47 Михаил Георгеску − 16:05 Матјаш Биро − 40:47 Ботонд Флинта − 44:24 | 1:0 2:0 2:1 3:1 4:1 | 36:10 − Димитрије Филиповић |                   | Судије Рамонс Стеркес Линијске судије Марукус Еберл Владимир Јефремов |
| 12 мин                                                                                   | Искључења           | 18 мин                      |                   | Судије Рамонс Стеркес Линијске судије Марукус Еберл Владимир Јефремов |
| 40                                                                                       | Шутеви на гол       | 19                          |                   | Судије Рамонс Стеркес Линијске судије Марукус Еберл Владимир Јефремов |

| 6. април 2017. 13:00 | Белгија | 2 : 9 (1:2, 0:2, 1:5) | Србија | Ледена дворана, Галац Посетилаца: 100 |

| Извор                                             | Извор                                       | Извор | Извор             | Извор                                                                |
| ------------------------------------------------- | ------------------------------------------- | --- | ----------------- | -------------------------------------------------------------------- |
|                                                   | Жан Корнели                                 | Голмани | Арсеније Ранковић | Судије Андреј Шрубок Линијске судије Иштван Мате Левенте Силард Шико |
| Жордан Паулус − 16:18 Брајан Колодзјејчик − 50:26 | 0:1 0:2 1:2 1:3 1:4 1:5 1:6 2:6 2:7 2:8 2:9 | 01:07 − Марко Сретовић 07:25 − Павел Поправка 23:55 − Мирко Ђумић 28:29 − Немања Вучуревић 41:09 − Немања Вучуревић 44:02 − Роберт Сабадош 53:13 − Алекса Луковић 54:44 − Павле Огризовић 59:22 − Марко Сретовић |                   | Судије Андреј Шрубок Линијске судије Иштван Мате Левенте Силард Шико |
| 8 мин                                             | Искључења                                   | 10 мин |                   | Судије Андреј Шрубок Линијске судије Иштван Мате Левенте Силард Шико |
| 26                                                | Шутеви на гол                               | 37 |                   | Судије Андреј Шрубок Линијске судије Иштван Мате Левенте Силард Шико |

| 6. април 2017. 16:30 | Шпанија | 3 : 5 (1:2, 0:1, 2:2) | Аустралија | Ледена дворана, Галац Посетилаца: 300 |

| Извор                                                                     | Извор                           | Извор                                                                                             | Извор         | Извор                                                                     |
| ------------------------------------------------------------------------- | ------------------------------- | ------------------------------------------------------------------------------------------------- | ------------- | ------------------------------------------------------------------------- |
|                                                                           | Игнасијо Гарсија                | Голмани                                                                                           | Ентони Кимлин | Судије Рамон Стеркенс Линијске судије Стјан Лоснеслокен Владимир Јефремов |
| Алехандро Карбонел − 04:31 Алехандро Карбонел − 50:59 Ориол Рубио − 58:32 | 0:1 1:1 1:2 1:3 1:4 2:4 3:4 3:5 | 00:44 − Џозеф Резек 06:52 − Бо Тејлор 21:59 − Пол Баранцели 40:24 − Џозеф Резек 59:11 − Бо Тејлор |               | Судије Рамон Стеркенс Линијске судије Стјан Лоснеслокен Владимир Јефремов |
| 6 мин                                                                     | Искључења                       | 14 мин                                                                                            |               | Судије Рамон Стеркенс Линијске судије Стјан Лоснеслокен Владимир Јефремов |
| 29                                                                        | Шутеви на гол                   | 26                                                                                                |               | Судије Рамон Стеркенс Линијске судије Стјан Лоснеслокен Владимир Јефремов |

| 6. април 2017. 20:00 | Румунија | 0 : 2 (0:0, 0:1, 0:1) | Исланд | Ледена дворана Галац Посетилаца: 2.600 |

| Извор | Извор         | Извор                                            | Извор          | Извор                                                          |
| ----- | ------------- | ------------------------------------------------ | -------------- | -------------------------------------------------------------- |
|       | Золтан Токе   | Голмани                                          | Денис Хедстрем | Судије Андреа Мошен Линијске судије Лодевик Белен Бенас Јакшис |
|       | 0:1 0:2       | 25:27 − Кристјан Кристинсон 54:07 − Арон Кнутсон |                | Судије Андреа Мошен Линијске судије Лодевик Белен Бенас Јакшис |
| 8 мин | Искључења     | 16 мин                                           |                | Судије Андреа Мошен Линијске судије Лодевик Белен Бенас Јакшис |
| 41    | Шутеви на гол | 21                                               |                | Судије Андреа Мошен Линијске судије Лодевик Белен Бенас Јакшис |

| 7. април 2017. 13:00 | Србија | 4 : 5 пр. (0:3, 2:1, 2:0; 0:1) | Шпанија | Ледена дворана, Галац Посетилаца: 130 |

| Извор                                                                                            | Извор                               | Извор | Извор            | Извор                                                          |
| ------------------------------------------------------------------------------------------------ | ----------------------------------- | --- | ---------------- | -------------------------------------------------------------- |
|                                                                                                  | Арсеније Ранковић                   | Голмани | Игнасијо Гарсија | Судије Андреа Мошен Линијске судије Лодевик Белен Маркус Еберл |
| Мирко Ђумић − 22:14 Павле Огризовић − 39:14 Димитрије Филиповић− 44:58 Марко Миловановић − 55:44 | 0:1 0:2 0:3 1:3 1:4 2:4 3:4 4:4 4:5 | 04:59 − Гиљермо Бетран 13:26 − Бруно Балдрис 18:56 − Ориол Боронат 29:11 − Патрисијо Фуентес 63:15 − Гастон Гонзалес |                  | Судије Андреа Мошен Линијске судије Лодевик Белен Маркус Еберл |
| 22 мин                                                                                           | Искључења                           | 6 мин |                  | Судије Андреа Мошен Линијске судије Лодевик Белен Маркус Еберл |
| 35                                                                                               | Шутеви на гол                       | 33 |                  | Судије Андреа Мошен Линијске судије Лодевик Белен Маркус Еберл |

| 7. април 2017. 16:30 | Исланд | 3 : 9 (1:3, 2:4, 0:2) | Белгија | Ледена дворана, Галац Посетилаца: 200 |

| Извор                                                           | Извор                                           | Извор | Извор         | Извор                                                               |
| --------------------------------------------------------------- | ----------------------------------------------- | --- | ------------- | ------------------------------------------------------------------- |
|                                                                 | Денис Хедстрем Снори Сигурбергсон               | Голмани | Артур Ленгран | Судије Андреј Шрубок Линијске судије Бенас Јакшис Владимир Јефремов |
| Робин Хедстем − 17:37 Андри Микаелсон − 25:50 Петур Мак − 26:24 | 0:1 0:2 0:3 1:3 2:3 3:3 3:4 3:5 3:6 3:7 3:8 3:9 | 04:03 − Винсент Морган 09:21 − Франк Невен 15:17 − Мич Морган 27:31 − Ден ван ден Богерт 31:46 − Максим Пелегримс 34:58 − Винсент Морган 35:21 − Јорен Де Смет 44:01 − јорен Де Смет 55:14 − Винсент Морган |               | Судије Андреј Шрубок Линијске судије Бенас Јакшис Владимир Јефремов |
| 16 мин                                                          | Искључења                                       | 14 мин |               | Судије Андреј Шрубок Линијске судије Бенас Јакшис Владимир Јефремов |
| 25                                                              | Шутеви на гол                                   | 31 |               | Судије Андреј Шрубок Линијске судије Бенас Јакшис Владимир Јефремов |

| 7. април 2017. 20:00 | Аустралија | 1 : 5 (1:1, 0:2, 0:2) | Румунија | Ледена дворана Галац Посетилаца: 2.800 |

| Извор               | Извор                   | Извор                                                                                             | Извор       | Извор                                                             |
| ------------------- | ----------------------- | ------------------------------------------------------------------------------------------------- | ----------- | ----------------------------------------------------------------- |
|                     | Ентони Кимлин           | Голмани                                                                                           | Золтан Токе | Судије Аро Бранаре Линијске судије Бенас Јакшис Владимир Јефремов |
| Џозеф Резек − 17:14 | 1:0 1:1 1:2 1:3 1:4 1:5 | 17:44 − Силард Рокаљ 28:36 − Иштван Нађ 37:35 − Матјаш Биро 51:11 − Еде Михаљ 56:29 − Чанад Фодор |             | Судије Аро Бранаре Линијске судије Бенас Јакшис Владимир Јефремов |
| 43 мин              | Искључења               | 39 мин                                                                                            |             | Судије Аро Бранаре Линијске судије Бенас Јакшис Владимир Јефремов |
| 16                  | Шутеви на гол           | 27                                                                                                |             | Судије Аро Бранаре Линијске судије Бенас Јакшис Владимир Јефремов |

| 9. април 2017. 13:00 | Белгија | 0 : 3 (0:1, 0:1, 0:1) | Аустралија | Ледена дворана, Галац Посетилаца: 150 |

| Извор | Извор         | Извор                                                     | Извор         | Извор                                                               |
| ----- | ------------- | --------------------------------------------------------- | ------------- | ------------------------------------------------------------------- |
|       | Артур Легранд | Голмани                                                   | Ентони Кимлин | Судије Андреј Шрубок Линијске судије Стијан Лоснеслокен Иштван Мате |
|       | 0:1 0:2 0:3   | 15:51 − Камерон Тод 22:27 − Крис Вонг 45:42 − Камерон Тод |               | Судије Андреј Шрубок Линијске судије Стијан Лоснеслокен Иштван Мате |
| 4 мин | Искључења     | 4 мин                                                     |               | Судије Андреј Шрубок Линијске судије Стијан Лоснеслокен Иштван Мате |
| 30    | Шутеви на гол | 23                                                        |               | Судије Андреј Шрубок Линијске судије Стијан Лоснеслокен Иштван Мате |

| 9. април 2017. 16:30 | Србија | 6 : 0 (3:0, 2:0, 1:0) | Исланд | Ледена дворана, Галац Посетилаца: 200 |

| Извор | Извор                   | Извор   | Извор          | Извор                                                               |
| --- | ----------------------- | ------- | -------------- | ------------------------------------------------------------------- |
| | Арсеније Ранковић       | Голмани | Денис Хедстрем | Судије Андреа Мошен Линијске судије Маркус Еберл Левент Силард Сико |
| Немања Вучуревић − 03:51 Марко Бркушанин − 13:55 Немања Вучуревић − 16:04 Марко Бркушанин − 26:07 Марко Бркушанин − 34:16 Немања Вучуревић − 40:55 | 1:0 2:0 3:0 4:0 5:0 6:0 |         |                | Судије Андреа Мошен Линијске судије Маркус Еберл Левент Силард Сико |
| 6 мин | Искључења               | 12 мин  |                | Судије Андреа Мошен Линијске судије Маркус Еберл Левент Силард Сико |
| 27 | Шутеви на гол           | 28      |                | Судије Андреа Мошен Линијске судије Маркус Еберл Левент Силард Сико |

| 9. април 2017. 20:00 | Румунија | 6 : 0 (1:0, 2:0, 3:0) | Шпанија | Ледена дворана Галац Посетилаца: 3.200 |

| Извор | Извор                   | Извор   | Извор                      | Извор                                                         |
| --- | ----------------------- | ------- | -------------------------- | ------------------------------------------------------------- |
| | Золтан Токе             | Голмани | Игнасио Гарсија Раул Барбо | Судије Аро Бранаре Линијске судије Лодевик Белен Бенас Јакшис |
| Силард Рокаљ − 16:05 Ото Биро − 22:24 Еде Михаљ − 32:52 Еде Михаљ − 43:29 Адријан Иримија − 43:45 Хуба Борс − 57:20 | 1:0 2:0 3:0 4:0 5:0 6:0 |         |                            | Судије Аро Бранаре Линијске судије Лодевик Белен Бенас Јакшис |
| 8 мин | Искључења               | 8 мин   |                            | Судије Аро Бранаре Линијске судије Лодевик Белен Бенас Јакшис |
| 32 | Шутеви на гол           | 17      |                            | Судије Аро Бранаре Линијске судије Лодевик Белен Бенас Јакшис |

#### Табела групе А
|  | Пласман у Дивизија I, група Б за 2018.    |
|  | Пласман у другу дивизију група Б, у 2018. |

| #          | Репрезентација | Ут | П | Ппр | Ипр | И | ГД | ГП | ГР  | Бод |
| ---------- | -------------- | -- | - | --- | --- | - | -- | -- | --- | --- |
| 1. (29/48) | Румунија       | 5  | 4 | 0   | 0   | 1 | 24 | 5  | +19 | 12  |
| 2. (30/48) | Аустралија     | 5  | 3 | 1   | 0   | 1 | 16 | 13 | +3  | 11  |
| 3. (31/48) | Србија         | 5  | 2 | 0   | 2   | 1 | 23 | 15 | +8  | 8   |
| 4. (32/48) | Белгија        | 5  | 2 | 0   | 0   | 3 | 17 | 27 | -10 | 6   |
| 5. (33/48) | Исланд         | 5  | 2 | 0   | 0   | 3 | 10 | 20 | -10 | 6   |
| 6. (34/48) | Шпанија        | 5  | 0 | 1   | 0   | 4 | 13 | 23 | -10 | 1   |

### Појединачна признања
Одлуком директората турнира за најбоље играче проглашени су:
- Најбољи голман:  Ентони Кимлин
- Најбољи одбрамбени играч:  Доминик Црногорац
- Најбољи нападач:  Чанад Фодор

## Турнир групе Б
Такмичење у групи Б одржано је у периоду између 4. и 10. априла 2017. године, а све утакмице играле су се у леденој дворани Paradice Botany Downs у новозеландском Окланду, капацитета око 400 седећих места. Турнир се одржавао по једнокружном лигашком бод систему свако са сваким у пет кола. Најбоље рангирана селекција обезбедила је пласман у виши ранг такмичења за наредну годину, односно у А групу другедивизије, док последњепласирани тим испада у трећу дивизију.
У односу на претходну годину новајлије у овом рангу такмичења су селекције Кине, која је као последњепласирана испала годину дана раније из групе А друге дивизије, те селекција Турске која је била најбоља на турниру треће дивизије годину дана раније.
Са свих 5 победа селекција Кине била је најуспешнија на турниру и са освојених максималних 15 бодова освојила прво место и вратила се у прву групу друге дивизије. Сребрна медаља припала је селекцији домаћина Новог Зеланда, док је бронзу освојила репрезентација Израела.
Најбољи голман турнира је Новозеланђанин Рик Пери, најбољи одбрамбени играч је Михаел Козевников из Израела, док је најбољи нападач кинески репрезентативац Џанг Хао.
Утакмице је у просеку гледало по 215гледаоца, док је по утакмици у просеку постизано по 7,53 голова.

### Судије
Међународна хокејашка федерација је за такмичење у овој групи делегирала укупно 11 судија, 4 главна и 7 помоћних:

| Главне судије - Крис Деверт - Скот Фергусон - Кенџи Косака - Гинтс Звјердитис | Линијске судије - Чаe Јунг-џинг - Џастин Корнел - Тајлер Хеслмор - Едвард Хауард - Николас Ли - Фредерик Монаје - Сотаро Јамагучи |

### Резултати групе Б
Сатница је по локалном времену (УТЦ+12)
| 4. април 2017. 13:00 | Мексико | 5 : 1 (1:0, 3:1, 1:0) | Северна Кореја | Парадајс ботани, Окланд Посетилаца: 100 |

| Извор  | Извор         | Извор | Извор | Извор                                                              |
| ------ | ------------- | ----- | ----- | ------------------------------------------------------------------ |
|        |               |       |       | Судије Скот Фергусон Линијске судије Џастин Корнел Фредерик Монаје |
|        |               |       |       |                                                                    |
| 12 мин | Искључења     | 4 мин |       |                                                                    |
| 29     | Шутеви на гол | 30    |       |                                                                    |

| 4. април 2017. 16:30 | Израел | 2 : 5 (1:2, 1:0, 0:3) | Кина | Парадајс ботани, Окланд Посетилаца: 100 |

| Извор | Извор         | Извор | Извор | Извор                                                               |
| ----- | ------------- | ----- | ----- | ------------------------------------------------------------------- |
|       |               |       |       | Судије Гинтс Звјердитис Линијске судије Чаe Јунг-џинг Едвард Хауард |
|       |               |       |       |                                                                     |
| 6 мин | Искључења     | 8 мин |       |                                                                     |
| 28    | Шутеви на гол | 35    |       |                                                                     |

| 4. април 2017. 20:00 | Турска | 1 : 4 (0:1, 0:2, 1:1) | Нови Зеланд | Парадајс ботани, Окланд Посетилаца: 350 |

| Извор  | Извор         | Извор | Извор | Извор                                                         |
| ------ | ------------- | ----- | ----- | ------------------------------------------------------------- |
|        |               |       |       | Судије Крис Деверт Линијске судије Николас Ли Сотаро Јамагучи |
|        |               |       |       |                                                               |
| 12 мин | Искључења     | 6 мин |       |                                                               |
| 22     | Шутеви на гол | 44    |       |                                                               |

| 5. април 2017. 13:00 | Мексико | 2 : 6 (0:0, 0:2, 2:4) | Израел | Парадајс ботани, Окланд Посетилаца: 100 |

| Извор  | Извор         | Извор  | Извор | Извор                                                            |
| ------ | ------------- | ------ | ----- | ---------------------------------------------------------------- |
|        |               |        |       | Судије Кенџи Косака Линијске судије Чае Јунг-џинг Тајлер Хеслмор |
|        |               |        |       |                                                                  |
| 16 мин | Искључења     | 12 мин |       |                                                                  |
| 27     | Шутеви на гол | 33     |       |                                                                  |

| 5. април 2017. 16:30 | [[репрезентација Северне Кореје {{{altlink2}}}\|Северна Кореја]] | 11 : 3 (6:0, 4:2, 1:1) | Турска | Парадајс ботани, Окланд Посетилаца: 100 |

| Извор  | Извор         | Извор  | Извор | Извор                                                              |
| ------ | ------------- | ------ | ----- | ------------------------------------------------------------------ |
|        |               |        |       | Судије Гинтс Звјердитис Линијске судије Николас Ли Сотаро Јамагучи |
|        |               |        |       |                                                                    |
| 12 мин | Искључења     | 12 мин |       |                                                                    |
| 41     | Шутеви на гол | 16     |       |                                                                    |

| 5. април 2017. 20:00 | Кина | 5 : 2 (1:1, 1:1, 3:0) | Нови Зеланд | Парадајс ботани, Окланд Посетилаца: 450 |

| Извор  | Извор         | Извор  | Извор | Извор                                                              |
| ------ | ------------- | ------ | ----- | ------------------------------------------------------------------ |
|        |               |        |       | Судије Скот Фергусон Линијске судије Џастин Корнел Фредерик Монаје |
|        |               |        |       |                                                                    |
| 12 мин | Искључења     | 10 мин |       |                                                                    |
| 40     | Шутеви на гол | 25     |       |                                                                    |

| 7. април 2017. 13:00 | Кина | 8 : 3 (6:1, 1:1, 1:1) | Северна Кореја | Парадајс ботани, Окланд Посетилаца: 100 |

| Извор  | Извор         | Извор  | Извор | Извор                                                            |
| ------ | ------------- | ------ | ----- | ---------------------------------------------------------------- |
|        |               |        |       | Судије Крис Деверт Линијске судије Едвард Хауард фредерик Монаје |
|        |               |        |       |                                                                  |
| 18 мин | Искључења     | 22 мин |       |                                                                  |
| 37     | Шутеви на гол | 28     |       |                                                                  |

| 7. април 2017. 16:30 | Мексико | 0 : 1 (0:1, 0:0, 0:0) | Турска | Парадајс ботани, Окланд Посетилаца: 100 |

| Извор  | Извор         | Извор  | Извор | Извор                                                             |
| ------ | ------------- | ------ | ----- | ----------------------------------------------------------------- |
|        |               |        |       | Судије Скот Фергусон Линијске судије Чае Јунг-џинг Тајлер Хеслмор |
|        |               |        |       |                                                                   |
| 12 мин | Искључења     | 35 мин |       |                                                                   |
| 24     | Шутеви на гол | 18     |       |                                                                   |

| 7. април 2017. 20:00 | Израел | 2 : 5 (1:3, 0:2, 1:0) | Нови Зеланд | Парадајс ботани, Окланд Посетилаца: 500 |

| Извор  | Извор         | Извор  | Извор | Извор                                                             |
| ------ | ------------- | ------ | ----- | ----------------------------------------------------------------- |
|        |               |        |       | Судије Кенџи Косака Линијске судије Џастин Корнел Сотаро Јамагучи |
|        |               |        |       |                                                                   |
| 12 мин | Искључења     | 14 мин |       |                                                                   |
| 39     | Шутеви на гол | 38     |       |                                                                   |

| 9. април 2017. 13:00 | Турска | 2 : 7 (1:2, 0:2, 1:3) | Кина | Парадајс ботани, Окланд Посетилаца: 100 |

| Извор  | Извор         | Извор  | Извор | Извор                                                            |
| ------ | ------------- | ------ | ----- | ---------------------------------------------------------------- |
|        |               |        |       | Судије Кенџи Косака Линијске судије Чае Јунг-џинг Тајлер Хеслмор |
|        |               |        |       |                                                                  |
| 16 мин | Искључења     | 14 мин |       |                                                                  |
| 27     | Шутеви на гол | 32     |       |                                                                  |

| 9. април 2017. 16:30 | [[репрезентација Северне Кореје {{{altlink2}}}\|Северна Кореја]] | 2 : 9 (0:1, 1:6, 1:2) | Израел | Парадајс ботани, Окланд Посетилаца: 100 |

| Извор  | Извор         | Извор | Извор | Извор                                                            |
| ------ | ------------- | ----- | ----- | ---------------------------------------------------------------- |
|        |               |       |       | Судије крис Деверт Линијске судије Едвард Хауард Сотаро Јамагучи |
|        |               |       |       |                                                                  |
| 30 мин | Искључења     | 6 мин |       |                                                                  |
| 20     | Шутеви на гол | 47    |       |                                                                  |

| 9. април 2017. 20:00 | Нови Зеланд | 4 : 2 (2:0, 1:2, 1:0) | Мексико | Парадајс ботани, Окланд Посетилаца: 518 |

| Извор | Извор         | Извор  | Извор | Извор                                                              |
| ----- | ------------- | ------ | ----- | ------------------------------------------------------------------ |
|       |               |        |       | Судије Гинтс Звјердитис Линијске судије Николас Ли Фредерик Монаје |
|       |               |        |       |                                                                    |
| 8 мин | Искључења     | 10 мин |       |                                                                    |
| 43    | Шутеви на гол | 32     |       |                                                                    |

| 10. април 2017. 13:00 | Израел | 5 : 0 (1:0, 1:0, 3:0) | Турска | Парадајс ботани, Окланд Посетилаца: 101 |

| Извор  | Извор         | Извор  | Извор | Извор                                                            |
| ------ | ------------- | ------ | ----- | ---------------------------------------------------------------- |
|        |               |        |       | Судије Крис Деверт Линијске судије Едвард Хауард Фредерик Монаје |
|        |               |        |       |                                                                  |
| 14 мин | Искључења     | 14 мин |       |                                                                  |
| 33     | Шутеви на гол | 26     |       |                                                                  |

| 10. април 2017. 16:30 | Кина | 4 : 3 (2:0, 2:3, 0:0) | Мексико | Парадајс ботани, Окланд Посетилаца: 103 |

| Извор  | Извор         | Извор  | Извор | Извор                                                             |
| ------ | ------------- | ------ | ----- | ----------------------------------------------------------------- |
|        |               |        |       | Судије Гинтс Звјердитис Линијске судије Тајлер Хеслмор Николас Ли |
|        |               |        |       |                                                                   |
| 50 мин | Искључења     | 16 мин |       |                                                                   |
| 38     | Шутеви на гол | 14     |       |                                                                   |

| 10. април 2017. 20:00 | Нови Зеланд | 8 : 1 (2:1, 4:0, 2:0) | Северна Кореја | Парадајс ботани, Окланд Посетилаца: 407 |

| Извор  | Извор         | Извор  | Извор | Извор                                                              |
| ------ | ------------- | ------ | ----- | ------------------------------------------------------------------ |
|        |               |        |       | Судије Скот Фергусон Линијске судије Џастин Корнел Сотаро Јамагучи |
|        |               |        |       |                                                                    |
| 12 мин | Искључења     | 16 мин |       |                                                                    |
| 43     | Шутеви на гол | 25     |       |                                                                    |

#### Табела групе Б
|  | Пласман у Дивизија II, група А за 2018. |
|  | Пласман у Дивизија III, у 2018.         |

| #          | Репрезентација | Ут | П | Ппр | Ипр | И | ГД | ГП | ГР  | Бод |
| ---------- | -------------- | -- | - | --- | --- | - | -- | -- | --- | --- |
| 1. (35/48) | Кина           | 5  | 5 | 0   | 0   | 0 | 29 | 12 | +17 | 15  |
| 2. (36/48) | Нови Зеланд    | 5  | 4 | 0   | 0   | 1 | 23 | 11 | +12 | 12  |
| 3. (37/48) | Израел         | 5  | 3 | 0   | 0   | 2 | 24 | 14 | +10 | 9   |
| 4. (38/48) | Северна Кореја | 5  | 1 | 0   | 0   | 4 | 18 | 33 | -15 | 3   |
| 5. (39/48) | Мексико        | 5  | 1 | 0   | 0   | 4 | 12 | 16 | -4  | 3   |
| 6. (40/48) | Турска         | 5  | 1 | 0   | 0   | 4 | 7  | 27 | -20 | 3   |

### Појединачна признања
Одлуком директората турнира за најбоље играче проглашени су:
- Најбољи голман:  Рик Пери
- Најбољи одбрамбени играч:  Михаел Козевников
- Најбољи нападач:  Џанг Хао